# 라모트리진
라모트리진(Lamotrigine)은 영국 글락소스미스클라인이 개발한 뇌전증 치료제이므로, 라믹탈(Lamictal) 등의 상품명으로 널리 알려져 있다. 뇌전증의 경우, 국소발작, 강직간대발작 및 레녹스-가스토 증후군의 발작 등이 적응증에 포함된다. 양극성 장애에서는 제 II 형 양극성 장애에서 급성 우울삽화와 급속 순환을 치료하고 양극성 I 형에서 재발을 예방하는 데 사용된다.
라모트리진의 흔한 부작용으로는 졸음, 두통, 구토, 미세 운동의 실조 및 발진이 있다. 특히 심각한 부작용으로는 스티븐스-존슨 증후군와 같은 피부질환, 알레르기 반응, 적혈구의 감소, 자살 위험 증가 등이 있다. 임신 또는 모유 수유 중에 사용하면 위험할 수 있는 가능성이 있다. 라모트리진의 작동 원리는 명확하게 밝혀지지 않았지만, 중추신경계을 억제시키는 주요 신경전달물질인 GABA의 작용을 증가시키고, 전압-민감성 나트륨 채널의 작용을 감소시키는 것으로 보인다.
물질 및 용도 특허 만료 이후에, 라모스탈(명인제약) 등 동일 성분의 국내산 제네릭 의약품으로 2007년 하반기에 출시한 바 있다.

## 적응증
- 뇌전증
  - 단독요법 및 부가요법 : 부분발작 및 전신 강직간대발작
  - 부가요법 : 레녹스-가스토 증후군에 의한 발작
- 양극성 1형 장애 환자에서의 우울삽화의 재발 방지